# Kurt Wöhler
Kurt Wöhler (* 9. Januar 1924 in Königsberg, Ostpreußen; † 14. Dezember 2006) war ein deutscher Jurist, Verwaltungsbeamter und Politiker (FDP).

## Leben und Beruf
Nach dem Abitur nahm Kurt Wöhler ein Studium der Rechtswissenschaften auf, das er 1950 mit dem Ersten und 1953 mit dem Zweiten Juristischen Staatsexamen sowie mit der Promotion zum Dr. jur. beendete. Er trat in den Justizdienst ein, war seit 1953 als Hilfsrichter tätig und wurde 1954 Gerichtsassessor. Seit 1958 wirkte er als Landgerichtsrat, seit 1964 dann als Landgerichtsdirektor (Vorsitzender Richter) am Landgericht Wuppertal. Von 1967 bis 1974 fungierte er als Präsident der Kreispolizeibehörde Wuppertal/Remscheid/Solingen. Ferner beteiligte er sich an der Gründung des Opferschutzbundes Weißer Ring.

## Politik
Wöhler trat 1961 in die FDP ein und war später 20 Jahre lang stellvertretender Vorsitzender des FDP-Kreisverbandes Wuppertal. Vom 20. Mai 1974 bis zu seinem Eintritt in den Ruhestand am 31. Oktober 1982 amtierte er als Staatssekretär im Justizministerium in den von den Ministerpräsidenten Heinz Kühn und Johannes Rau geführten Regierungen des Landes Nordrhein-Westfalen.

## Ehrungen
- 1984: Großes Bundesverdienstkreuz